# Cratichneumon erythroscuta
Cratichneumon erythroscuta là một loài tò vò trong họ Ichneumonidae.